# Малая Ганута
Малая Ганута (бел. Малая Ганута) — деревня в Червенском районе Минской области. Входит в состав Ляденского сельсовета.

## Географическое положение
Находится в примерно 22 километрах восточнее райцентра, в 74 км от Минска и в 20 км от железнодорожной станции Гродзянка по линии Верейцы—Гродзянка, на левом берегу реки Ганутка.

## История
Первые упоминания о деревне относятся к XVIII веку. На 1795 год имение в составе Игуменского уезда Минской губернии, принадлежавшее М. Огинскому. На 1870 год деревня Ганутка в составе Юровичской волости насчитывала 28 душ мужского пола, рядом располагалось имение помещика Акулича. Согласно Переписи населения Российской империи 1897 года деревня насчитывала 20 дворов, где проживали 120 человек, имение насчитывало 2 двора и 22 жителя. На 1917 год деревня Малая Ганутка входила в состав Хуторской волости, здесь было 34 двора и 152 жителя, в имении жили 23 человека. С февраля по декабрь 1918 года деревня была оккупирована немцами, с августа по июль 1920 года — поляками. 20 августа 1924 года она вошла в состав вновь образованного Хуторского сельсовета Червенского района Минского округа (с 20 февраля 1938 года — Минской области). Согласно Переписи населения СССР 1926 года в деревне насчитывалось 39 дворов, проживали 186 человек, рядом находился фольварок в 5 дворов, насчитывавший 21 жителя. В 1929 году в деревне организован колхоз «Молот», в состав которого вошли 24 крестьянских хозяйства. Во время Великой Отечественной войны деревня была оккупирована немецко-фашистскими захватчиками в июле 1941 года. 18 жителей деревни не вернулись с фронта. Освобождена в начале июля 1944 года. На 1960 год население деревни составило 120 человек. В 1980-е годы деревня относилась к колхозу «Знамя Октября». На 1997 год здесь насчитывалось 17 домов и 42 жителя. 30 октября 2009 года в связи с упразднением Хуторского сельсовета деревня передана в Ляденский сельсовет. На 2013 год 11 жилых домов, 31 постоянный житель.

## Население
- 1767 — 10 дворов
- 1870 — 28 мужчин
- 1897 — 22 двора, 142 жителя (деревня + имение)
- 1917 — 35 дворов, 175 жителей (деревня + имение)
- 1926 — 44 дворов, 207 жителей (деревня + фольварок)
- 1960 — 384 жителя
- 1997 — 117 дворов, 322 жителя
- 2013 — 11 дворов, 31 житель